# شکیرا کین
شکیرا کین (انگلیسی: Shakira Caine؛ زادهٔ ۲۳ فوریهٔ ۱۹۴۷) هنرپیشه، و مدل اهل گویان و بریتانیا است. وی بین سال‌های ۱۹۶۹ تا ۱۹۷۵ میلادی فعالیت می‌کرد.
از فیلم‌ها یا برنامه‌های تلویزیونی که وی در آن نقش داشته‌است می‌توان به مردی که می‌خواست سلطان باشد، فردا اشاره کرد.